# Glas-leac Mòr
Glas-leac Mòr (engelska: Glas Island) är en ö i Storbritannien.   Den ligger i kommunen Highland och riksdelen Skottland, i den norra delen av landet, 800 km nordväst om huvudstaden London. Arean är 0,39 kvadratkilometer.
Terrängen på Glas-leac Mòr är mycket platt. Öns högsta punkt är 23 meter över havet. Den sträcker sig 0,9 kilometer i nord-sydlig riktning, och 0,6 kilometer i öst-västlig riktning.